# Tatra 138
Tatra 138 é um caminhão produzido pela Tatra entre os anos de 1959 e 1971.
O veículo foi exportado para União Soviética, Bulgária, Romênia, Polônia, França, Áustria, Iugoslávia e Holanda.

## Variantes
- T138 S1
- T138 S3
- T138 V,VN - civil e militar
- T138 P1V - militar especial
- T138 CAS - unidade de bombeiros
- T138 PP6V - escavador
- T138 PP5, PP4V, PP7 - tanquer
- T138 P3, P11, P18, PP2, PP5, PP6, PP7, PP8V - guncho
- T138 PP7 - misturador de concreto